# 존스 홉킨스 간호대학
존스 홉킨스 간호대학(Johns Hopkins School of Nursing, JHUSON)은 메릴랜드주 볼티모어에 위치한 존스 홉킨스 대학교의 9개 대학 중 하나이다. 1899년에 설립된 이 대학은 미국에 가장 오래된 간호대학이며, 간호대학 순위 탑 3에 선정되는 미국 최고의 간호대학이다. 미국국립보건원에서 가장 많은 연구기금을 받는 대학이기도 하다.

## 위치
존스 홉킨스 간호대학은 존스 홉킨스 의학대학과 블룸버그 공중보건대학이 위치한 동부 볼티모어 캠퍼스에 위치하고 있다. 이 세 대학을 모두 합쳐 "Johns Hopkins Medical Institutions Campus (존스 홉킨스 의대 캠퍼스)"라고 부르기도 한다.

## 명성과 랭킹
존스 홉킨스 간호대학은 전미 4위를 차지했으며, 보건으로는 2위, 간호업무행정으로는 7위로 기록되었다. 미 국립보건원 선정 연구기금 순위 6위 대학으로, 매년 700만 달러 이상을 받는다. 95%의 학생들이 미국간호사시험인 NCLEX을 한 번에 통과한다. 본 보건대는 8년 연속 전미 1위 병원이자 세계적으로 유명한 존스 홉킨스 병원과 연계가 되어 있다.

## 같이 보기
- 존스 홉킨스 대학교